# Čelákovice
Čelákovice (deutsch Czelakowitz, auch Tschelakowitz, älter auch Schelakowitz) ist eine Stadt in Tschechien. Sie liegt 25 Kilometer nordöstlich des Stadtzentrums von Prag und gehört zum Okres Praha-východ.

## Geographie
Čelákovice befindet sich am linken Ufer der Elbe an der Einmündung des Čelákovický potok. Beim Ortsteil Sedlčánky fließt die Výmola in die Elbe. Südlich des Ortsteils Záluží verläuft die Trasse der Autobahn D 11, deren nächste Abfahrt in Bříství liegt. Čelákovice ist ein Eisenbahnknotenpunkt.
Nachbarorte sind Byšičky im Nordosten, Sedlčánky und Císařská Kuchyně im Osten, Mochov im Südosten, Záluží und Nehvizdy im Süden, Mstětice im Südwesten, Zápy im Westen sowie Lázně Toušeň und Káraný im Nordwesten.

## Geschichte

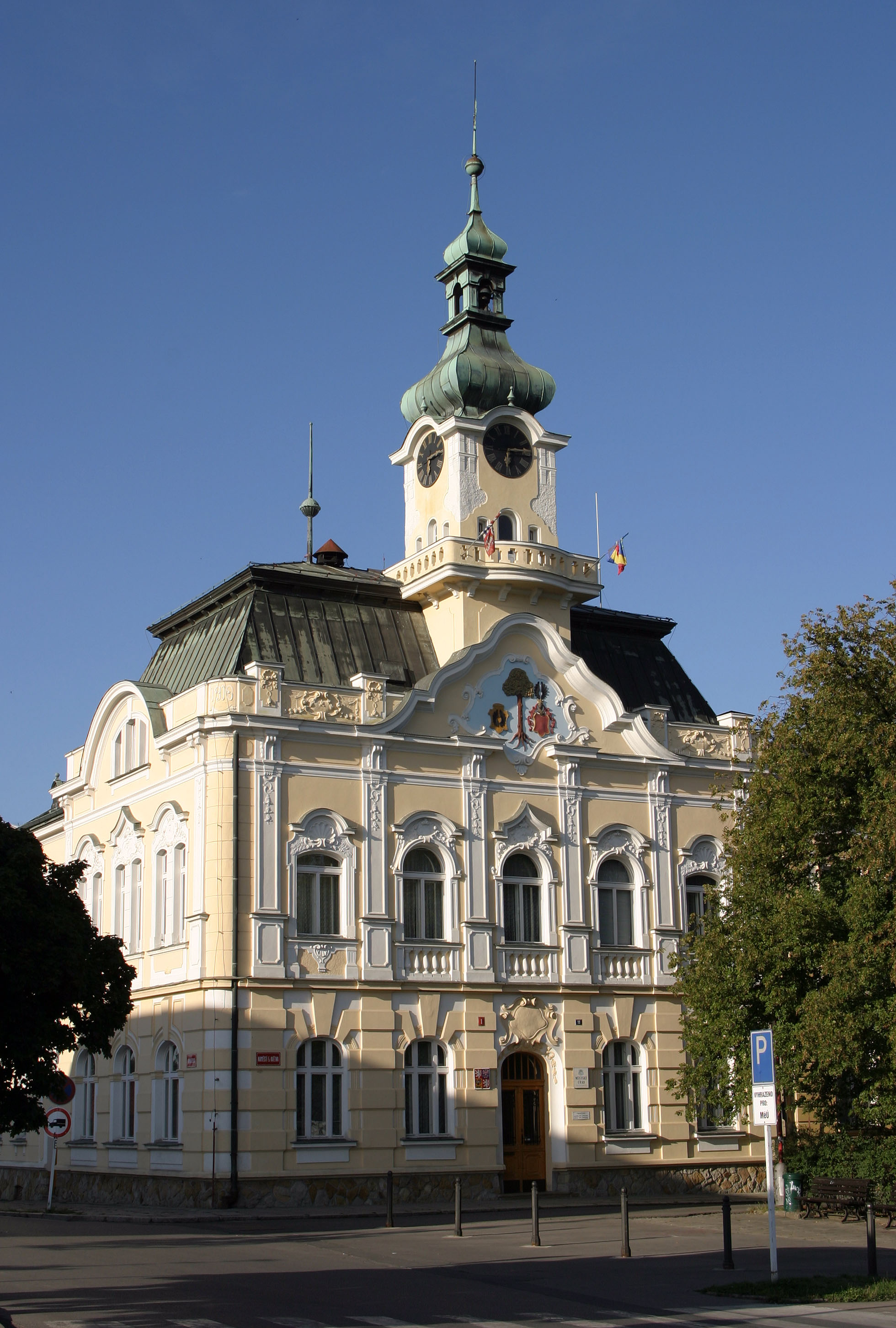
Das Rathaus

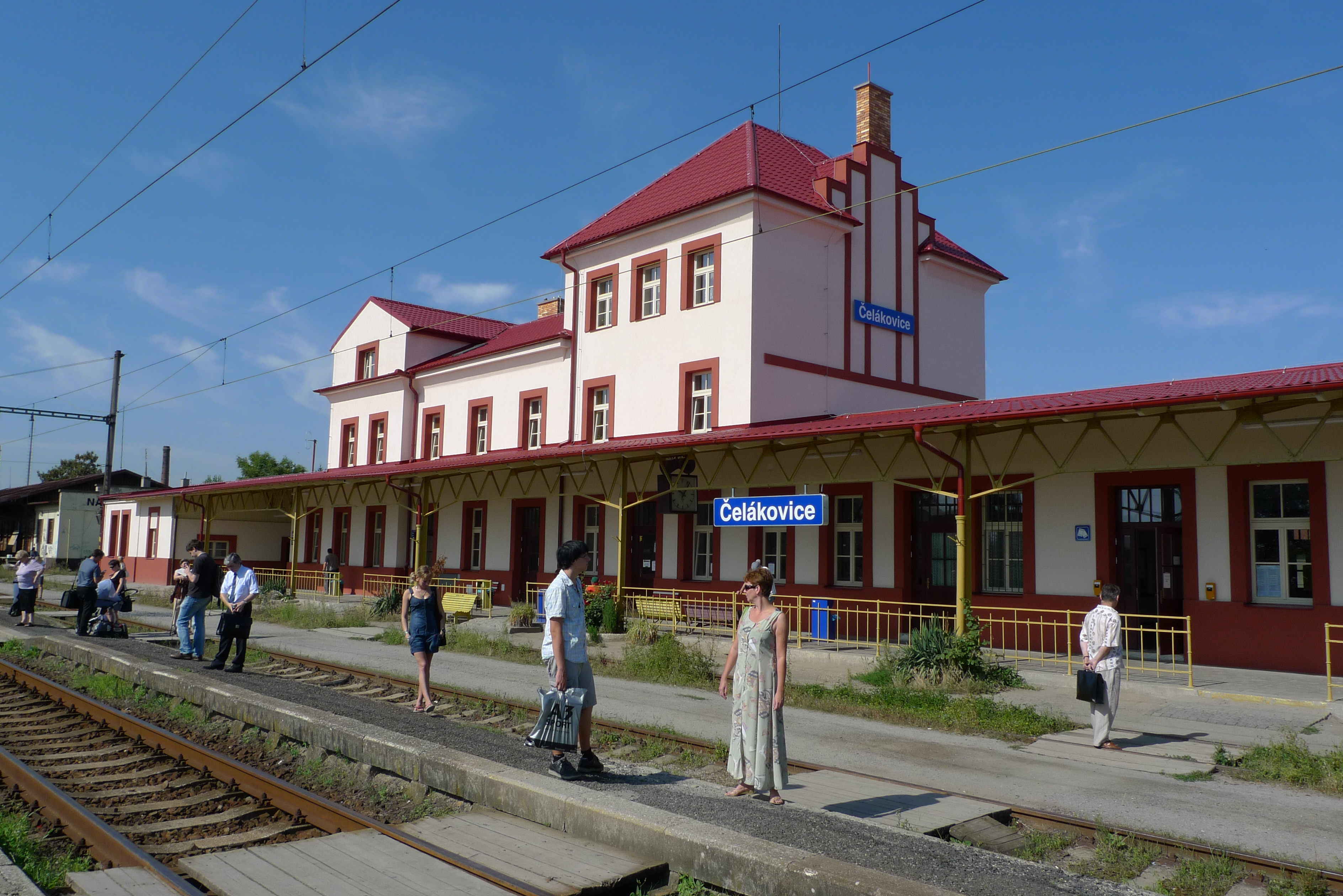
Der Bahnhof

Um eine im 12. Jahrhundert errichtete hölzerne Festungsanlage entstand die Ansiedlung Čelákovice, die 1290 erstmals urkundlich als ein königliches Städtchen erwähnt wurde. Um 1300 wurde anstelle der alten Anlage eine steinerne Feste errichtet. Bis ins 19. Jahrhundert war Čelákovice ein Fischer- und Ackerbürgerstädtchen. Bedeutung erlangte ab 1850 das Korbmacherhandwerk.
Nach dem Bau der Eisenbahn setzte ab 1900 die Industrialisierung ein. 1903 gründete Václav Červinka eine Landmaschinenfabrik, aus der später das Unternehmen Červinka und Čihák hervorging. Drei Jahre später folgte die Akkumulatorenfabrik Stabenov, welche heute unter Kovohutě firmiert. 1910 entstand die Werkzeugmaschinenfabrik Josef Volman, das spätere TOS, in deren Nachfolge heute die Emco Group steht. Dadurch erfuhr Čelákovice einen Bevölkerungszuwachs, es entstanden Unternehmervillen und Einfamilienhaussiedlungen am Stadtrand. Auf der Elbinsel wurde 1922 das Flussbad Grádo eingerichtet.
1937 erfolgte eine Begradigung des Flusslaufs der Elbe, bei der die Elbinsel abgeworfen wurde und das Bad dadurch erlosch. Zwischen 1945 und 1989 entstanden Wohnsiedlungen in Plattenbauweise. Bei Čelákovice befindet sich eine Staustufe der Elbe.
Bedeutendste Unternehmen sind die aus dem TOS Čelákovice hervorgegangenen Gesellschaften. Daneben besteht mit CDC a.s. Czechoslovakia ein Hersteller von CD-ROMs.

## Stadtgliederung
Die Stadt Čelákovice besteht aus den Ortsteilen Čelákovice (Czelakowitz), Císařská Kuchyně (Kaiserkuchel), Sedlčánky (Seldschanek) und Záluží (Salusch).

## Sehenswürdigkeiten
- Feste Na Hrádku, Sitz des Stadtmuseums
- Volman-Villa, der funktionalistische Bau entstand 1939 nach Plänen von Jiří Štursa und Karel Janů durch den ortsansässigen Baumeister Karel Bibr
- Kirche Marä Himmelfahrt, der ehemals romanische Bau erhielt seine heutige barocke Gestaltung beim Umbau zwischen 1708 und 1712
- Dekanatshaus, errichtet 1782+
- Rathaus, erbaut 1911 vom örtlichen Baumeister Sax anstelle des Vorgängerbaus von 1553
- Geburtshaus von Čeněk Janda mit Ausstellung über Janda sowie zur Korbmacherei
- Statue des Hl. Johannes von Nepomuk, errichtet 1732

## Persönlichkeiten

### Söhne und Töchter der Stadt
- Matěj Červenka (1521–1569), Bischof der Böhmischen Brüdergemeinde
- Josef Vojtěch Sedláček (1785–1836), Philosoph
- Josef Jiří Stankovský (1844–1879), Schriftsteller
- Evžen Štern (1889–1942), Jurist und Politiker
- Čeněk Janda (1908–1970), Maler
- Alois Vašátko (1908–1942), Jagdflieger
- Vladimír Kovařík (1913–1982), Literaturhistoriker und Publizist
- Jindřich Hilčr (1921–2003), Dichter
- Jaroslav Šajn (* 1926), Bildhauer

### In der Stadt wirkten und lebten
- Eduard Petiška (1924–1987), Schriftsteller
- Jiří Hanžlík (* 1932), Maler und Graphiker